# Ilja Warszawski
Ilja Iosifowicz Warszawski (ros. Илья́ Ио́сифович Варша́вский; ur. 14 grudnia 1908 w Kijowie, zm. 4 lipca 1974) – radziecki pisarz, autor fantastyki naukowej. Ukończył wyższą szkołę morską, pracował jako mechanik i konstruktor. Tworzył przez ok. 10 lat.

## Twórczość

### Zbiory opowiadań
- Молекулярное кафе (1964),
- Человек, который видел антимир (1965),
- Солнце заходит в Дономаге (1966),
- Лавка сновидений (1970),
- Тревожных симптомов нет (1972).
- Ostatni wieloryb[2]